# Mallbackens IF
Mallbackens IF ist ein schwedischer Fußballverein aus Mallbacken, einer Ortschaft etwa 15 Kilometer nördlich von Sunne in der Region Värmland. 

## Geschichte
Mallbackens IF wurde 1942 gegründet. Sportliches Aushängeschild des Vereins ist die Frauenfußball-Abteilung. Die erste Frauschaft spielte mehrere Jahre in der Damallsvenskan, nachdem sie 1988 Gründungsmitglied der höchsten Spielklasse im schwedischen Frauenfußball war. Dem ersten Abstieg am Ende der Spielzeit 1990 folgte Ende 1992 der Wiederaufstieg. In den Spielzeiten 1993 und 1995 gehörte die Frauschaft jeweils der höchsten Spielklasse an, stieg aber direkt wieder ab. Nach mehreren unterklassigen Jahren gelang zur Spielzeit 2001 die erneute Rückkehr, bis zur Saison 2006 spielte die Frauschaft wieder erstklassig. Anschließend trat sie in der Südstaffel der seinerzeit zweigleisigen zweiten Liga an, aus der sie 2010 abstieg. Als unumfochtener Spitzenreiter, der alle Saisonspiele gewann, gelang der direkte Wiederaufstieg und anschließend mit acht Punkten Vorsprung auf die Frauschaft von Östers IF als Südstaffelsieger der direkte Durchmarsch in die Damallsvenskan. Dem direkten Wiederabstieg in die nun als Elitettan eingleisig geführte zweite Spielklasse folgte der erneute Aufstieg, nach zwei Spielzeiten stieg sie erneut ab. 
Der Verein trägt seine Heimspiele im Strandvallen-Stadion aus. Die Vereinsfarben sind grün-weiß. Die Spielerinnen tragen entsprechend grüne Trikots und weiße Hosen.